# Jarkona
Jarkona (hebrejsky יַרְקוֹנָה, v oficiálním přepisu do angličtiny Yarqona, přepisováno též Yarkona) je vesnice typu mošav v Izraeli, v Centrálním distriktu, v Oblastní radě Drom ha-Šaron.

## Geografie
Leží v nadmořské výšce 28 metrů v hustě osídlené a zemědělsky intenzivně využívané pobřežní nížině, respektive Šaronské planině.
Obec se nachází 10 kilometrů od břehu Středozemního moře, cca 13 kilometrů severovýchodně od centra Tel Avivu a cca 74 kilometrů jihojihozápadně od centra Haify. Leží v silně urbanizované krajině, v místech, kde na jižním okraji města Hod ha-Šaron začíná fragment zachované zemědělské krajiny podél toku řeky Jarkon, který je na jihu omezen zastavěným územím města Petach Tikva. Jarkonu obývají Židé, přičemž osídlení v tomto regionu je etnicky převážně židovské. Výjimkou je město Džaldžulja cca 5 kilometrů na severovýchod, které je součástí takzvaného Trojúhelníku obývaného izraelskými Araby.
Jarkona je na dopravní síť napojena pomocí lokální silnice číslo 402 a dalších místních komunikací v rámci okolní aglomerace.

## Dějiny
Jarkona byla založena v roce 1932. Pojmenována je podle nedalekého toku řeky Jarkon. Zakladateli mošavu byla skupina 33 rodin, zčásti z řad dlouhodobějších obyvatel Palestiny, kteří se rozhodli pro změnu životního stylu z městského na venkovský. Mošav byl založen jako součást širšího programu Hitjašvut ha-Elef (התיישבות האלף), který měl za cíl urychlit zřizování menších zemědělských osad, které by pomohly utvořit územně kompaktní bloky židovského osídlení v tehdejší mandátní Palestině. Během arabského povstání v Palestině, které propuklo po roce 1936, byla obec vystavena opakovaným útokům. V mošavu měly svou základnu židovské jednotky Palmach.
Před rokem 1949 měla Jarkona rozlohu katastrálního území 580 dunamů (0,58 kilometru čtverečního). Správní území obce v současnosti dosahuje 1250 dunamů (1,25 kilometru čtverečního). Místní ekonomika je zčásti založena na zemědělství (pěstování zeleniny, květin, chov drůbeže).

## Demografie
Podle údajů z roku 2014 tvořili naprostou většinu obyvatel v Jarkoně Židé (včetně statistické kategorie "ostatní", která zahrnuje nearabské obyvatele židovského původu ale bez formální příslušnosti k židovskému náboženství).
Jde o menší sídlo vesnického typu s dlouhodobě rostoucí populací. K 31. prosinci 2014 zde žilo 413 lidí. Během roku 2014 populace stoupla o 1,5 %.
| Rok            | 1948 | 1961 | 1972 | 1983 | 1995 | 2001 | 2003 | 2004 | 2005 | 2006 | 2007 | 2008 | 2009 | 2010 | 2011 | 2012 | 2013 | 2014 |
| -------------- | ---- | ---- | ---- | ---- | ---- | ---- | ---- | ---- | ---- | ---- | ---- | ---- | ---- | ---- | ---- | ---- | ---- | ---- |
| Počet obyvatel | 143  | 111  | 118  | 143  | 169  | 265  | 289  | 312  | 332  | 355  | 388  | 426  | 390  | 392  | 406  | 403  | 407  | 413  |